# Wet van Dollo
De wet van Dollo is een hypothese over evolutie van biologische soorten, geformuleerd door de Belgische paleontoloog Louis Dollo (1857-1931) in 1893. De hypothese stelt dat evolutie een onomkeerbaar proces is. Dollo stelde: Een organisme kan niet terugkeren, of gedeeltelijk terugkeren, naar een stadium dat door zijn voorouders werd bereikt.
De hypothese houdt onder andere in dat een orgaan dat door evolutie is verdwenen later niet meer opnieuw ontwikkeld wordt binnen dezelfde soort.
Tegenwoordig, nu de kennis over de evolutie is toegenomen, wordt aangenomen dat de hypothese onjuist is: het blijkt dat zulke omkeringen (waaronder de zogenaamde atavismen) vaker voorkomen. Een voorbeeld is het kuiken van de moderne hoatzin dat volledig functionele vingers en klauwen aan de vleugels ontwikkelt, hoewel de voorouders van deze soort deze eigenschap al lang geleden moeten hebben verloren. Het genetische mechanisme hierachter, dat Dollo onbekend was, wordt gevormd door het feit dat een gen door een simpele mutatie kan worden uitgeschakeld, miljoenen jaren blijft sluimeren zonder tot uitdrukking te komen en dan weer door een nieuwe mutatie geactiveerd kan worden.
Ook van wandelende takken is vastgesteld dat ze in hun evolutie ten minste vier keer de mogelijkheid tot vliegen hebben verkregen en weer verloren. Een derde voorbeeld is de mosmijt, deze soort zou in zijn evolutie van geslachtelijke voortplanting overgegaan zijn op ongeslachtelijke voortplanting. Binnen de Desmonata-groep van mosmijten die zich geslachtloos voortplant, komen de Crotoniidae voor die voor evolutionaire begrippen recent weer tot geslachtelijke voortplanting zijn overgegaan.